# Gabriel Alonso de Herrera

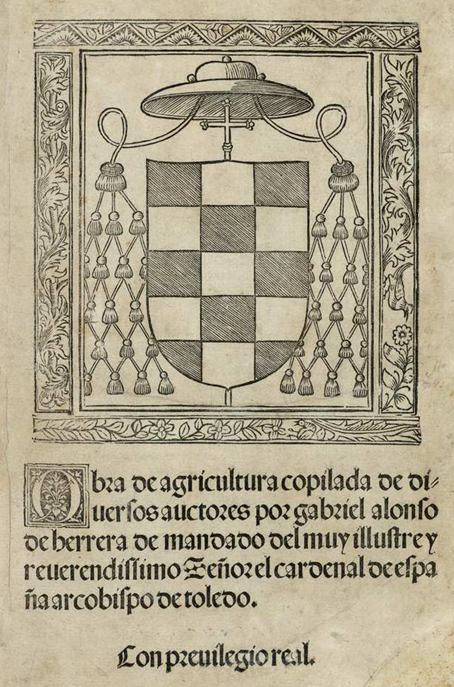
Frontispicio de Obra de Agricultura compilada de diuersos auctores. Alcalá de Henares: Arnao Guillén de Brocar; 1513.

Gabriel Alonso de Herrera (Talavera de la Reina, Toledo, 1470 - 1539), agrónomo y escritor español, hermano del humanista Hernando Alonso de Herrera y del músico Diego Alonso de Herrera.

## Biografía
Hijo de Lope Alonso de Herrera y de Juana González, era hermano de Hernando y de Diego Alonso de Herrera, ambos humanistas ilustres, gramático, lógico y retórico, el primero, y músico, el segundo. De joven practicó la agricultura con su padre. Se educó en Granada, abrazó la carrera eclesiástica y fue después capellán del cardenal Cisneros y beneficiado de su ciudad natal. Se instaló en Granada poco después de la Reconquista, quizá protegido por fray Hernando de Talavera, al que, sin duda, conoció. En esta ciudad tenía fama de experto en cuestiones agrícolas ya en 1502; hay varios documentos en los que se alaba la calidad de las huertas que cuidaba. Viajó por Italia y Francia, a fin de recoger información y adquirir conocimientos prácticos para su libro. Fue hermano de Hernando Alonso de Herrera, admirador de la obra de Lorenzo Valla, primer profesor de Retórica de la Universidad de Alcalá, donde también enseñó Gramática. Cuando Nebrija se hizo cargo de esta cátedra, este hermano de nuestro autor pasaría a ocupar la de Gramática en Salamanca; en esta ciudad escribiría su conocida Disputa en ocho levadas contra Aristótiles y sus secuaces (Salamanca, 1517), uno de los primeros ataques del humanismo contra la corrupción medieval de las artes. Precisamente su hermano Hernando lo hizo intervenir como personaje e interlocutor en el cuarto diálogo de esta Disputa y, al presentarlo, dice de él que ha compuesto una obra sacada "de diversas leyendas, de latines auctores y moriscos", esto es, su Agricultura general (1513). El humanista Hernando, además de contar con la admiración de Lucio Marineo Sículo, fue íntimo amigo de Hernán Núñez, el gran maestro de lengua griega, con el que convivió en Granada en los primeros años del siglo, cuando vivía en esta ciudad su hermano Gabriel Alonso, quien así pudo granjearse buenos textos sobre agricultura en griego.

## Obra
Compuso por encargo de su señor Cisneros un tratado de agricultura, Obra de Agricultura compilada de diuersos auctores (Alcalá de Henares, en casa de Arnao Guillén de Brocar, 1513); el mismo año salió con otro título, Libro de Agricultura que es de la labrança y criança, y de muchas otras particularidades y provechos del campo... (Valladolid: Francisco Fernández de Córdoba, 1513). Más tarde este importante libro será conocido como Agricultura general. Cisneros financió la obra y la repartió gratuitamente entre los labradores. En vida vio su autor salir de tórculos otras seis ediciones, cada una corregida y aumentada (Toledo, 1520; Alcalá de Henares, 1524; Toledo, 1524; Logroño, 1528; Alcalá de Henares, 1539). De su éxito son prueba las 14 ediciones conocidas en el siglo XVI, 5 en el XVII y 3 en el XVIII, solo en España. Además se tradujo al latín (Venecia, 1557), al italiano (siete ediciones) y al francés (1596).
Su veneración por los clásicos, unida a la crítica de los autores modernos, a los que considera faltos de rigor, hacen de la obra de Herrera un claro exponente del espíritu científico propio del Renacimiento. Para su redacción utiliza tanto escritos de agricultura (Columela) como obras generales de historia natural: De agricultura de Rutilio Tauro Emiliano Paladio y la Historia natural de Plinio el Viejo, junto a autores griegos como Teofrasto o el propio Aristóteles, aparecen como los más citados. También recoge determinadas técnicas utilizadas por los musulmanes, fruto de los diez años que el autor residió en Granada. 
Aunque Alonso de Herrera se basa fundamentalmente en los tratados de Agricultura clásica, su fin es eminentemente práctico y busca en ellos solo las similitudes entre los factores que inciden en los productos agrícolas mediterráneos y los españoles. A pesar de su título, la ingente obra de Herrera desborda ampliamente sus límites y profundiza en temas de medicina veterinaria, de medicina humana a través de las plantas y alimentos, y de meteorología. Recoge Herrera los procedimientos de trabajar la tierra, el cuidado de los animales, la elaboración de los productos obtenidos, los problemas y hasta las supersticiones..., en fin, todos los modos y maneras de realizar las tareas agropecuarias. Herrera estaba convencido de que debía existir el sexo de las plantas; propuso el encurvamiento de las ramas como alternativa a la poda de los frutales, insinuó el carácter venenoso de la especie Prunus lusitanica e introdujo en su obra numerosas innovaciones en agricultura.
Está escrito en una lengua pura y castiza, pero sus muchas sucesivas reimpresiones han visto como el texto se cubría de interpolaciones y modernizaciones. Influyó en la obra de varios tratadistas extranjeros (Guillaume-Antoine Olivier, Galo, Samuel Hartlib, Konrad Heresbach, etcétera). En 1818 apareció una edición de la Sociedad Económica Matritense en cuatro volúmenes pulcramente anotada y con adiciones de los botánicos más notables de la época. La obra original contiene nuevos geniales atisbos sobre el sexo de las plantas, la poda de frutales, etcétera. Tuvo vigencia hasta más allá de la guerra civil española. 
Hay tres ediciones recientes. Obra de Agricultura, ed. José Urbano Martínez (BAE CCXXXV, Madrid, Atlas, 1970); sigue la primera de Alcalá, 1513. Incluye al final bastantes de las modificaciones introducidas por el autor en ediciones posteriores, pero no todas, y posee un útil estudio preliminar. Agricultura General, ed. Eloy Terrón, (Madrid, Ministerio de Agricultura), 1979; sigue la edición de 1539, última remodelada por el autor. Hay una edición facsímil de la de 1513, con introducción de T. F. Glick (Valencia, Valencia Cultural, 1979).